# Erannis bajaria
Erannis bajaria là một loài bướm đêm trong họ Geometridae.